# Schunk
Schunk GmbH & Co. KG je německá strojírenská společnost sídlící ve městě Lauffen am Neckar (Bádensko-Württembersko). Firma zaujímá vedoucí postavení na trhu v oborech automatizace[zdroj⁠?!] a je největším světovým dodavatelem upínací techniky[zdroj⁠?!]. Mezi klíčové zájmy patří uchopování a upínání.

## Historie
Po druhé světové válce založil Friedrich Schunk (1912–1998) v německém městě Lauffen am Neckar společnost pro výrobu upínací techniky. Firma Schunk tak vznikla v roce 1945 jako malá dílna v garáži.  První velkou zakázkou pro firmu byl kontrakt na výrobu součástí pro brzdové bubny a setrvačníky pro vůz Porsche 356.
V roce 1964 vstoupil do firmy Heinz-Dieter Schunk, syn zakladatele Friedricha Schunka. Pod jeho vedením se firma Schunk vyvinula z malé dílny do mezinárodně zastoupené společnosti.

### Historie upínací techniky

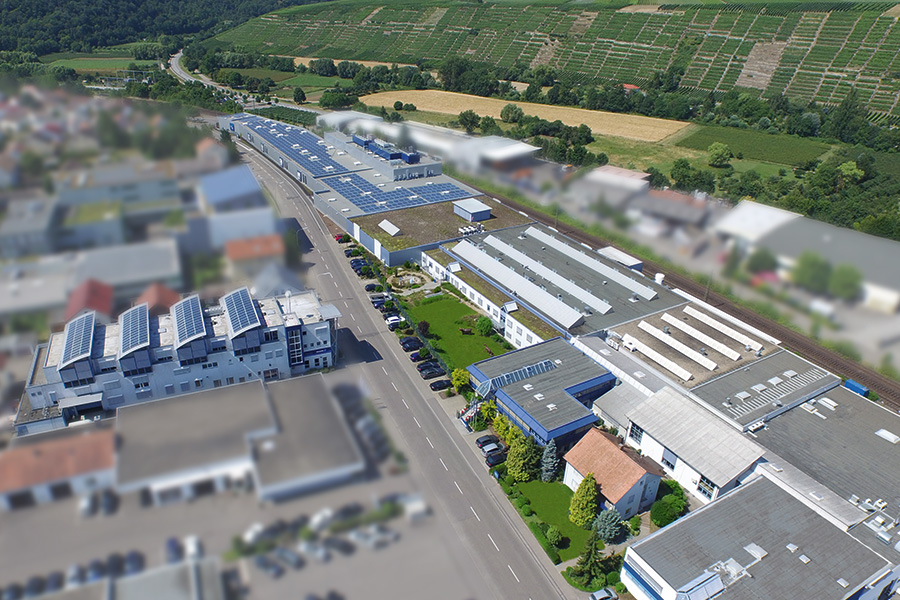
Letecký pohled na výrobní haly a administrativní budovy v Lauffenu

Od roku 1966 firma Schunk vyrábí a distribuuje standardizované upínací čelisti pro sklíčidla. V roce 1978 se produktová řada firmy rozrostla o technologii hydraulického upínání pro velmi přesné upnutí stopkových nástrojů. S příchodem produktové řady Tandem v roce 1988 se sortiment firmy rozrostl o již třetí kategorii – stacionární upínání obrobků. V roce 1994 koupila firma Schunk firmu Hage GmbH ve městě Mengen a přidáním programu sklíčidel pro soustruhy tak zkompletovala své portfolio v oblasti upínání.
Díky akvizici italské společnosti MAG rozšířila firma Schunk sortiment stacionárního upínání i o oblast magnetických technologií. Od roku 2008 vlastní firma Schunk podíl v italské společnosti zabývající se magnetickými technologiemi SPD.
V roce 2010 byl závod Mengen rozšířen a byla do něj přemístěna výroba a podpora celého programu stacionárního upínání a sklíčidel.

### Historie uchopovací techniky

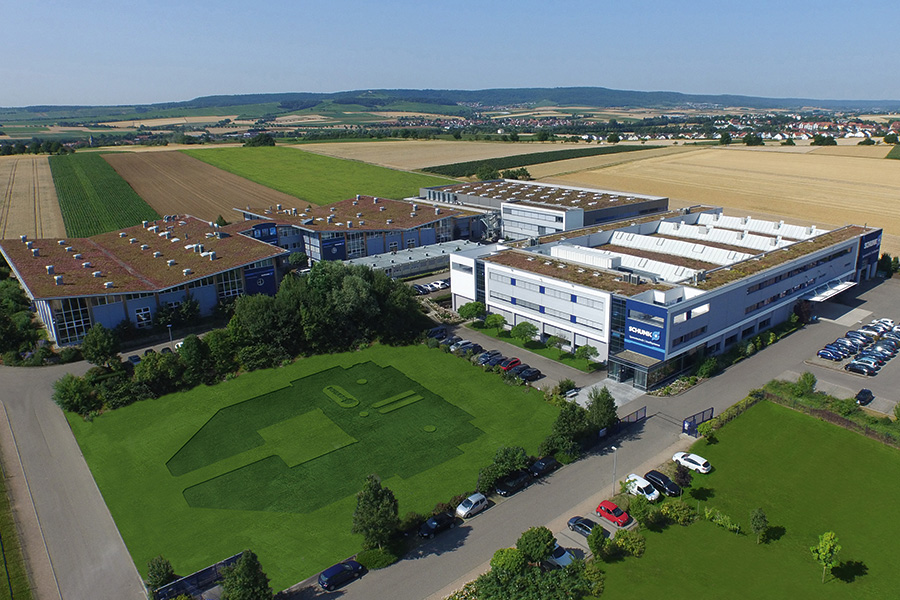
Letecký pohled na závod ve městě Brackenheim-Hausen

S rozvojem průmyslových robotů počátkem 80. let přišla v roce 1982 první standardizovaná nabídka chapadel pro roboty, čímž byl položen základ dnešní divize automatizace.
V následujících letech firma Schunk rozšířila svoji nabídku chapadel o rotační jednotky, lineární osy a pohony a systém rychlovýměn a celkového příslušenství pro roboty. Především díky pravidelnému pořádání dnů pro odbornou veřejnost v oblasti servisní robotiky (Expert Days Service Robotics) si společnost Schunk získala reputaci jako hlavní hnací síla v aplikační oblasti servisní robotiky.
V roce 2006 byl do společnosti Schunk začleněn systém GEMOTEC Montagetechnik GmbH z města Huglfing. Tím byla produktová řada rozšířena o modulární automatizační systém.

### Další rozvoj společnosti

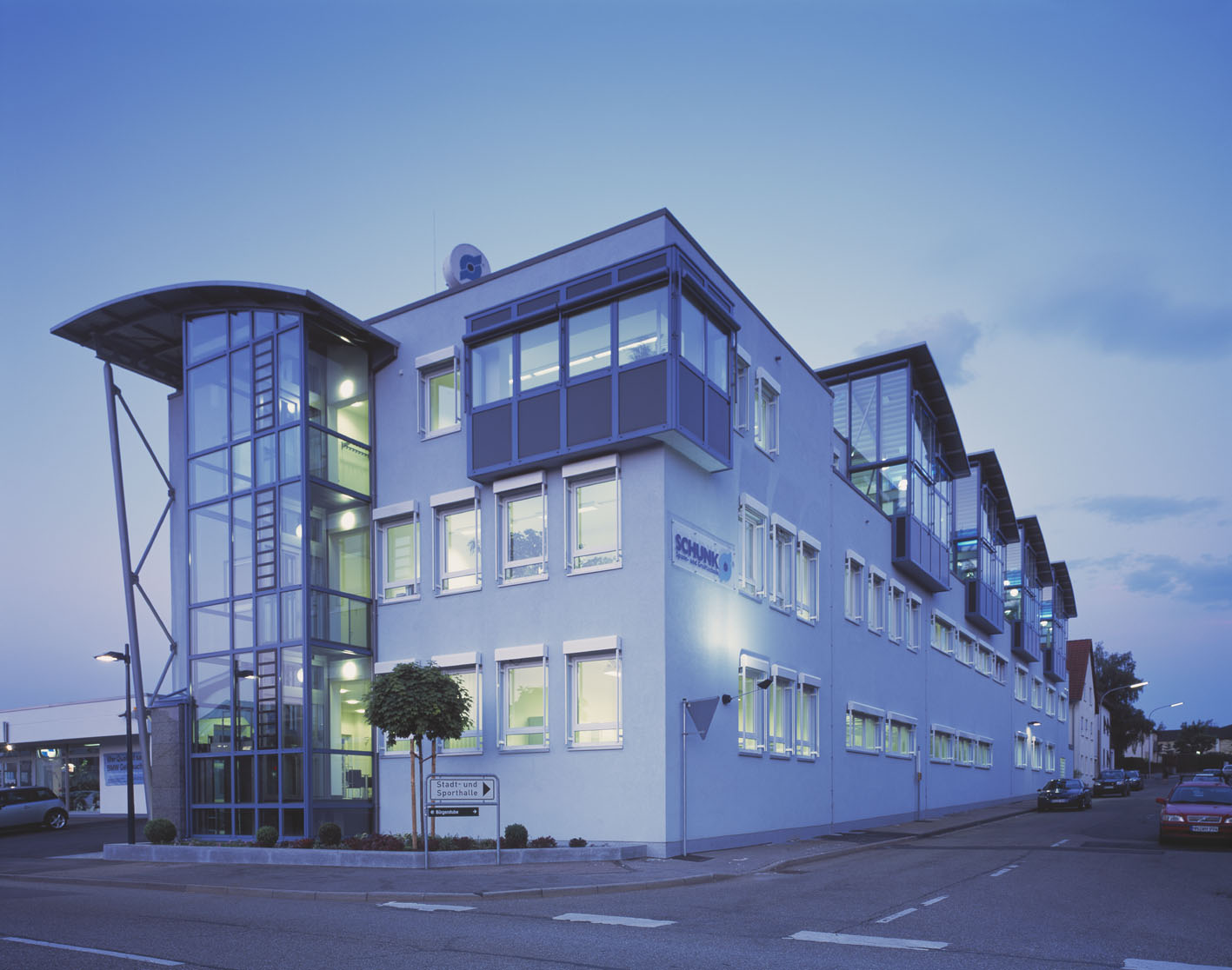
Vývojové centrum ZEUS, ústřední budova firmy v Lauffenu

Vzhledem k rostoucí poptávce po produktech firmy Schunk v zahraničí byla roku 1989 založena první zahraniční pobočka v Belgii a ve Švýcarsku. V roce 1992 byl založen Intec USA v Raleighu v Severní Karolíně, který byl následně rozšířen i o výrobu. V roce 2006 byla založena výrobní pobočka SCHUNK v Číně v Hangzhou. Po testovací periodě byla čínská výroba uzavřena, neboť se zde nepodařilo dosáhnout německé kvality výrobků. Pobočka v Shangai tak začala fungovat jako lokální zastoupení.
V roce 2010 byla založena společnost Schunk Laser GmbH v Lauffen am Neckar, čímž se nabídka rozšířila o laserové technologie.
V roce 2008 byl Hans Dieter Schunk za své celoživotní dílo oceněn Německou cenou za přínos k vývoji technologické úrovně. V roce 2010 obdržel cenu Engelberg Robotics Award. V roce 2012 se stal čestným občanem svého rodného města.
V roce 2010 provozuje společnost 23 poboček a zaměstnává přes 1800 zaměstnanců po celém světě. V čele společnosti stojí Hans-Dieter Schunk, jeho syn Henrik Schunk a dcera Kristina Schunk.

## Produkty

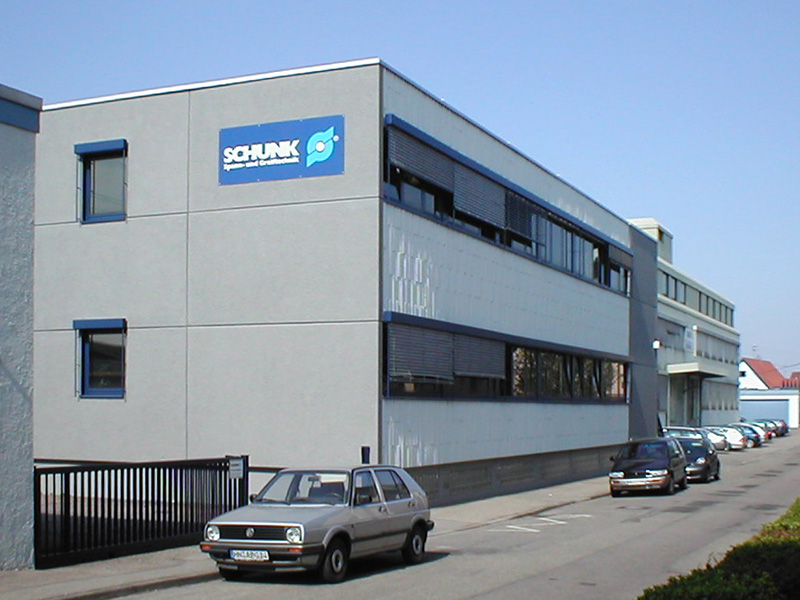
Budova "Altes Bückle" v Lauffenu

### Upínací technika
- Upínací čelisti
- Upínače nástrojů
- Speciální hydraulické roztažné řešení
- Stacionární upínací systémy
- Sklíčidla
- Magnetické technologie
- Průmyslová řešení

### Uchopovací technika
- Chapadla
- Rotační jednotky
- Lineární moduly
- Příslušenství k robotům
- Modulární automatizace
- Komplexní automatizační řešení
- Laserové technologie